# Гіпоеліптичний оператор
Гіпоеліптичний оператор — диференціальний оператор у частинних похідних, фундаментальний розв'язок якого належить класу {\displaystyle C^{\infty }} у всіх точках простору, крім початку координат.

## Визначення
Нехай {\displaystyle P(\xi )} — дійсний поліном від змінних {\displaystyle \xi =(\xi _{1},\ldots ,\xi _{n}):}
{\displaystyle P(\xi )=\sum _{|\alpha |\leq m}a_{\alpha }\xi ^{\alpha }:=\sum _{|\alpha |\leq m}a_{\alpha }\xi _{1}^{\alpha _{1}}\cdots \xi _{n}^{\alpha _{n}},}
де {\displaystyle \alpha =(\alpha _{1},\ldots ,\alpha _{n})\in \mathbb {Z} _{+}^{n}} і {\displaystyle |\alpha |=\alpha _{1}+\cdots +\alpha _{n}}.
Узагальнена функція {\displaystyle {\mathcal {E}}(x)} називається фундаментальним розв'язком диференціального оператора {\displaystyle P(D)}, якщо вона є розв'язком рівняння {\displaystyle P(D){\mathcal {E}}(x)=\delta (x),} де {\displaystyle \delta (x)} — дельта-функція Дірака. Оператор {\displaystyle P(D)} називають гіпоеліптичним, якщо {\displaystyle {\mathcal {E}}(x)} належить класу {\displaystyle C^{\infty }} за всіх {\displaystyle x\neq 0}.
{\displaystyle P(D)=\sum _{|\alpha |\leq m}a_{\alpha }D^{\alpha }:=\sum _{|\alpha |\leq m}a_{\alpha }{\frac {\partial ^{|\alpha |}}{\partial x_{1}^{\alpha _{1}}\cdots \partial x_{n}^{\alpha _{n}}}},}
Визначимо відповідний диференціальний оператор:
{\displaystyle D=(D_{1},\ldots ,D_{n}),\quad D_{j}={\frac {\partial }{\partial x_{j}}},\quad j=1,\ldots ,n.}
де

## Властивості
Як визначення гіпоеліптичного оператора часто використовують такий критерій гіпоеліптичності:
| Теорема 1. Оператор {\displaystyle P(D)} є гіпоеліптичним тоді й лише тоді, коли для будь-якої відкритої ділянки {\displaystyle U\subset \mathbb {R} ^{n}} будь-який розв'язок {\displaystyle u(x)} (узагальнена функція) рівняння {\displaystyle P(D)\,u(x)=f(x),\quad x\in U,} з будь-якою правою частиною {\displaystyle f\in C^{\infty }(U)} також належить класу {\displaystyle u\in C^{\infty }(U).} |

Також Германдер встановив такий алгебричний критерій гіпоеліптичності:
| Теорема 2. Оператор {\displaystyle P(D)} є гіпоеліптичним тоді й лише тоді, коли {\displaystyle {\frac {P^{(k)}(-i\xi )}{P(-i\xi )}}\,\to \,0,\quad \ \|\xi \|\to \infty ,} для всіх {\displaystyle k=(k_{1},\ldots ,k_{n})\in \mathbb {Z} _{+}^{n},\,\ \|k\|\geq 1,} де {\displaystyle i} — уявна одиниця. |

## Приклади
- Будь-який еліптичний оператор є гіпоеліптичним, наприклад, оператор Лапласа[2].
- Оператор теплопровідності є гіпоеліптичним, але не еліптичним[2].
- Оператор д'Аламбера не є гіпоеліптичним[2].